# Ogataea nonfermentans
Ogataea nonfermentans är en svampart som först beskrevs av Wick., och fick sitt nu gällande namn av Kurtzman & Robnett 20 10. Ogataea nonfermentans ingår i släktet Ogataea och familjen Pichiaceae.   Inga underarter finns listade i Catalogue of Life.